# トム・ブラッドショー
トム・ブラッドショー（Tom Bradshaw、1992年7月27日 - ）は、イングランド・シュルーズベリー出身のプロサッカー選手。サッカーウェールズ代表。ミルウォールFC所属。ポジションはFW。

## 経歴

### クラブ
ウェールズのアベリストウィス・タウンFCでプロキャリアをスタート。2009年5月、シュルーズベリー・タウンFCに移籍。
2014年6月、リーグ1のウォルソールFCに移籍。2016年7月、チャンピオンシップのバーンズリーFCに移籍。
2018年8月、ミルウォールFCにレンタルで加入。なお2019年1月には完全移籍する契約となっている。

### 代表
生まれはイングランドながら、ウェールズのグウィネズで幼少期を過ごしたため、ユース年代から一貫してウェールズ代表に選ばれている。
2015年11月、A代表初招集。13日のオランダ戦でベンチ入りしたが、出番はなかった。2016年3月28日、キエフで開催されたウクライナ代表とのフレンドリーマッチで、トム・ローレンスとの交代で途中出場し初キャップ。

## 所属クラブ
ユース
- アベリストウィス・タウンFC 2004-2008

プロ
- アベリストウィス・タウンFC　2008-2009
- シュルーズベリー・タウンFC 2009-2014
- ウォルソールFC　2014-2016
- バーンズリーFC　2016-2019

→ ミルウォールFC　2018-2019 (loan)
- ミルウォールFC　2019-